# إليزابيث برادفورد هولبرووك
إليزابيث برادفورد هولبرووك هي نحّاتة كندية، ولدت في 7 نوفمبر 1913 في هاميلتون في كندا، وتوفيت في 23 فبراير 2009.